# 乌默施塔特
乌默施塔特（德語：Ummerstadt，發音：[ˈʊmɐˌʃtat] ⓘ）是德国图林根州希尔德堡豪森县的城市，面积15.73平方千米，2023年12月31日人口为463人，是图林根州与弗兰肯地区最小的城市，也是德国第二小的城市。